# 朝日新聞北海道支社
座標: 北緯43度03分47秒 東経141度21分20秒 / 北緯43.06306度 東経141.35556度
朝日新聞北海道支社（あさひしんぶんほっかいどうししゃ）は北海道向けの朝日新聞を印刷・発行する朝日新聞東京本社の支社である。

## 概要

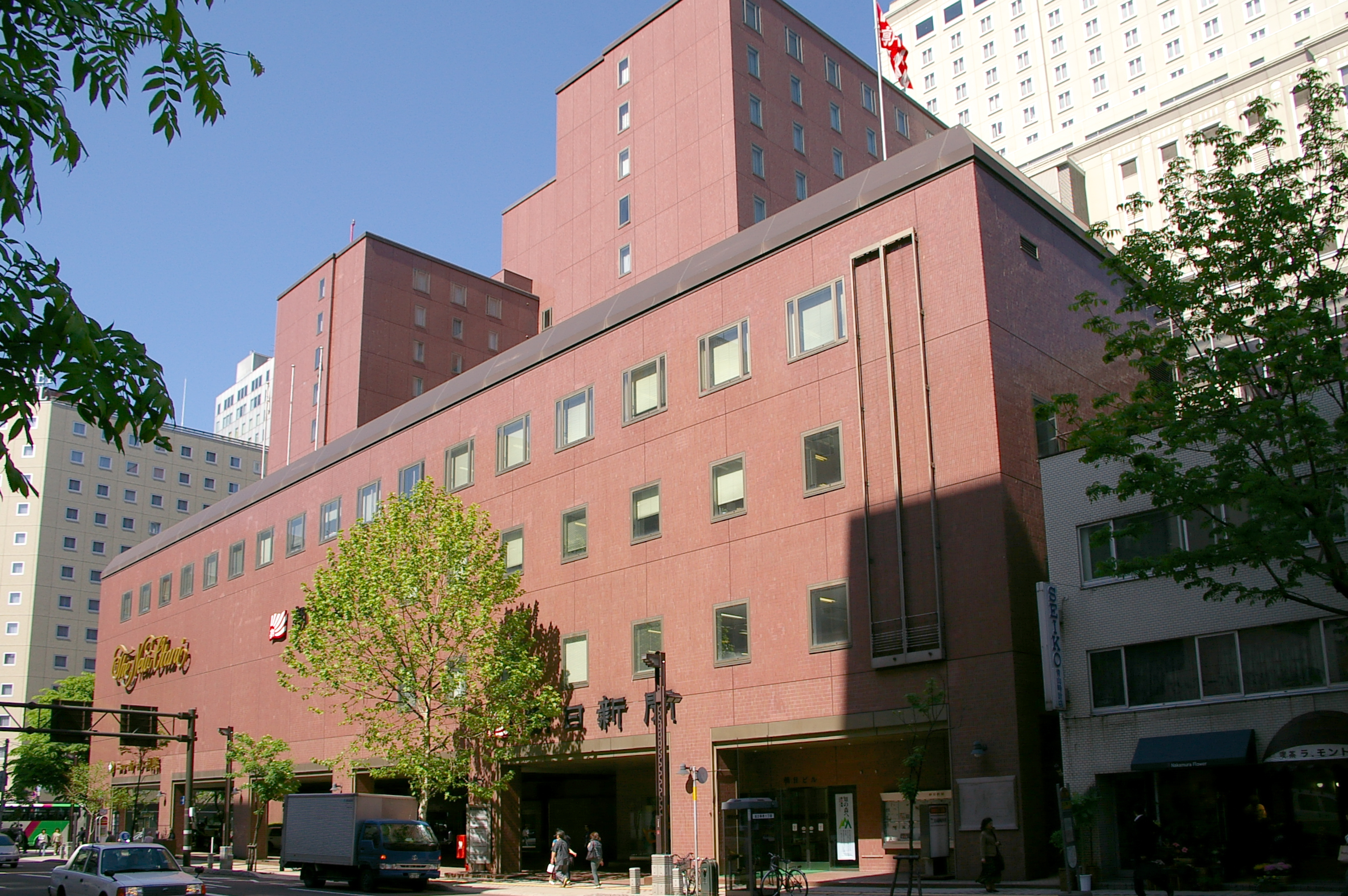
朝日新聞北海道支社ビル（2018年まで使用）

北海道全域を対象エリアとしており、通常の総局ではなく「報道センター」が置かれている。
北海道内の朝日新聞は、道内での現地印刷当初から一貫して東京本社で制作された紙面を基とした内容（かつては東京からファクシミリ送信、現在はデータ送信）となっている。1面においても毎号の発行元や地方版紙面紹介の他、北海道関連の重大ニュース、高校野球や選挙の結果によっては北海道支社で独自に差し替えることがある。
なお2024年3月まで夕刊も発行する「セット版」は道央の上川（おおむね旭川市とその郊外以南）、空知、石狩、後志、胆振各管内のみで、それ以外は朝刊のみの「統合版」だった。夕刊では1面題字横に「北海道 Evening」と表記されていた。2024年4月以降は「統合版」に統一された。
朝日新聞デジタルの紙面ビューアー（有料のフルプラン登録者向け）では、2022年5月から北海道支社版の配信が開始された。

## 沿革
- 1959年（昭和34年）
  - 2月14日 - 「北海道支社」を設立し、東京本社の管轄下に置く[1]。
  - 6月1日 - ファクシミリ方式による現地印刷・発行を開始。日刊紙が本格的にファクシミリ方式を採用したのは世界初であった[2]。
- 1980年（昭和55年）6月2日 - 新社屋が竣工し、7月21日から業務開始。旧社屋跡地には日本生命との共同ビルを建て、キーテナントとしてホテルニューオータニ札幌が入った[3]。
- 2018年（平成30年）5月7日 - さっぽろ創世スクエアの高層棟9階に移転[4]。同ビルにおける初のテナント企業としての入居となった[5]。なお、同ビルには後に系列テレビ局の北海道テレビ放送も入居している[5]。
- 2024年（令和6年）3月末 - 夕刊を休止[6]・[7]。
  - 夕刊の休止については、新聞を発行するためのインクや製紙などの原材料費用が高騰し、経費の高騰が進んでいることや、朝刊のみを購読される利用者、また電子版などのデジタルサービスに利用者が増えていることを踏まえたもので、2024年4月以後は夕刊で掲載した人気コラムを朝刊に移すほか、道内地方面を拡大し、ニュースをより掘り下げて解説したり、取材の裏話を掲載する「取材後記」などを掲載する。また紙面版購読者に対する特典として、朝日IDに登録すれば、追加料金の負担なしで全国各地の紙面を読める紙面ビュアーのサービスも利用できるようにしている[6]

## 組織
北海道支社

2018年に移転した現社屋には、系列民放テレビ・北海道テレビ（HTB）も同年9月に豊平区平岸から低層棟へ移転している。
- 北海道札幌市中央区北1条西1-6 さっぽろ創世スクエア9階 〒060-8602[8][9]

印刷
2008年3月から18年1月まで、朝日新聞社と十勝毎日新聞社（帯広市）との受託契約に基づき、十勝毎日の子会社である「かちまい印刷」が朝日の道東分の印刷していた。契約満了後、その受託は、北海道新聞社のグループ企業である道新総合印刷帯広工場（音更町）が引き継いだ。
2017年2月、朝日は道新と印刷受委託で基本合意し、翌年3月末から道新総合印刷本社工場（北広島市）で朝日朝刊の一部約7万部の印刷受託を開始するが、23年春の道内向け朝日を印刷する日刊大曲工場（北海道日刊スポーツ印刷社）の閉鎖を控え、朝日は道東・道北・日高の一部エリア向けの新聞発行の形態を検討。その結果、22年12月、道内に安定した基盤を持つ道新に包括委託することで基本合意した。これに則り、朝日は道東・道北・日高エリアの一部で、印刷・輸送、販売所からの代金回収などの業務を、道新とグループ会社である道新販売センターに委託。印刷と輸送は23年3月20日の朝刊から、その他の業務は4月1日から実施した。これによって印刷受託済みの他地域向けと合わせ、道内で発行する朝日の全量を道新総合印刷が印刷することになった。

## 番組表

### 最終面
- 英字略称表記は青地に白抜きで表示される。
- フルサイズ：NHK総合、NHK Eテレ（デジタルサブチャンネル編成は番組表の末尾に掲載）、HTB、STV、HBC、UHB、TVH
- ハーフサイズ：NHK BS、NHK BSP4K（以上右側、天気予報の上）
- クォーターサイズ：BS日テレ、BS朝日、BS-TBS、BSテレ東、BSフジ(左記各放送局は2009年3月29日までは全部中面に載せていたが、3月30日以後最終面に移設した)、WOWOWプライム、BS11 イレブン、BS12 トゥエルビ、時代劇専門チャンネル
- 極小サイズ：テレ朝チャンネル1、同2

### 中面
ラジオの周波数については局名の右に掲載されている。なお、2009年3月から4月ぐらいは周波数の掲載が省略されていたが読者からの不評を買っていた（北海道版と同じく東京版を現地印刷する名古屋版でも同様）。
- ラジオ ハーフサイズ(左から)：NHK-FM、AIR-G'、NORTH WAVE、NHK第1、NHK第2、HBC、STV、ラジオNIKKEI (以前はRABとFM青森も掲載されていたが打ち切られた)
- テレビ クォーターサイズ：WOWOWライブ、同シネマ、BS10、WOWOWプラス、放送大学テレビ (これのみハーフサイズ) 、同ラジオ、NHK BS8K、日本映画専門チャンネル (以前はWOWOWプライム、BS11 イレブン、BS12 トゥエルビ、テレ朝チャンネル1、同2は中面に掲載されていた。またスカイA、CNNjも掲載されていたが打ち切られた)

### 週間番組表(beテレビ)
- ハーフサイズ - NHK総合、NHK Eテレ、HTB、STV、HBC、UHB、TVH、NHK BS
- クォーターサイズ - NHK BSP4K、WOWOWプライム、BS日テレ、BS朝日、BS-TBS、BSテレ東、BSフジ
- 極小サイズ - BS11 イレブン、BS12 トゥエルビ